# Kanton Florac
Kanton Florac (francouzsky Canton de Florac) je francouzský kanton v departementu Lozère v regionu Languedoc-Roussillon. Tvoří ho devět obcí.

## Obce kantonu
- Bédouès
- Les Bondons
- Cocurès
- Florac
- Ispagnac
- Rousses
- Saint-Laurent-de-Trèves
- La Salle-Prunet
- Vebron